# San Marino i olympiska sommarspelen 2012
San Marino deltog i olympiska sommarspelen 2012 som ägde rum i London i Storbritannien mellan den 27 juli och den 12 augusti 2012.

## Bågskytte
- Huvudartikel: Bågskytte vid olympiska sommarspelen 2012

| Bågskytt       | Gren                   | Ranking-runda | Ranking-runda | 32-delsfinal           | Sextondelsfinal   | Åttondelsfinal    | Kvartsfinal       | Semifinal         | Final             | Final            |
| Bågskytt       | Gren                   | Poäng         | Seedning      | Motståndare Poäng      | Motståndare Poäng | Motståndare Poäng | Motståndare Poäng | Motståndare Poäng | Motståndare Poäng | Placering        |
| -------------- | ---------------------- | ------------- | ------------- | ---------------------- | ----------------- | ----------------- | ----------------- | ----------------- | ----------------- | ---------------- |
| Emanuele Guidi | Herrarnas individuella | 589           | 64            | Im D-h (KOR) (1) L 0–6 | Gick inte vidare  | Gick inte vidare  | Gick inte vidare  | Gick inte vidare  | Gick inte vidare  | Gick inte vidare |

## Friidrott
- Huvudartikel: Friidrott vid olympiska sommarspelen 2012

Förkortningar
- Notera – Placeringar gäller endast den tävlandes eget heat
- Q = Kvalificerade sig till nästa omgång via placering
- q = Kvalificerade sig på tid eller, i fältgrenarna, på placering utan att ha nått kvalgränsen
- NR = Nationellt rekord
- N/A = Omgången inte möjlig i grenen
- Bye = Idrottaren behövde inte delta i omgången

Damer
Bana och väg
| Idrottare        | Event | Heat     | Heat      | Kvartsfinal      | Kvartsfinal      | Semifinal        | Semifinal        | Final            | Final            |
| Idrottare        | Event | Resultat | Placering | Resultat         | Placering        | Resultat         | Placering        | Resultat         | Placering        |
| ---------------- | ----- | -------- | --------- | ---------------- | ---------------- | ---------------- | ---------------- | ---------------- | ---------------- |
| Martina Pretelli | 100 m | 12.41    | 3         | Gick inte vidare | Gick inte vidare | Gick inte vidare | Gick inte vidare | Gick inte vidare | Gick inte vidare |

## Simning
- Huvudartikel: Simning vid olympiska sommarspelen 2012

## Skytte
- Huvudartikel: Skytte vid olympiska sommarspelen 2012